# Нолька (Медведевский район)
 Нолька  — деревня в Медведевском районе Республики Марий Эл. Входит в состав Руэмского сельского поселения.

## География
Находится на расстоянии приблизительно 4 км на запад от западной границы районного центра поселка Медведево.

## История
Основана как хутор в 1918 году переселенцами из деревни Мышино (ныне микрорайон Йошкар-Олы). До революции здесь была построена монастырская дача (женский монастырь), принадлежавшая церкви в Царевококшайске. В советское время работали колхоз имени Буденного, имени Крупской и сельхозопытная станция.

## Население
Население составляло 84 человек (мари 38 %, русские 32 %) в 2002 году, 124 в 2010.